# Clara Klug
Clara Klug (* 16. Juni 1994 in München) ist eine deutsche Biathletin und Skilangläuferin. Im Jahr 2022 beendete sie ihre Karriere als Profisportlerin. 

## Sportliche Erfolge
Clara Klug trat bei den Winter-Paralympics 2018 mit ihrem Begleitläufer und Trainer Martin Härtl in Pyeongchang an. Im Biathlon gewann sie über die 10-Kilometer- und die 12,5-Kilometer-Distanz jeweils die Bronzemedaille.
Bei den Nordischen Para-Ski Weltmeisterschaften im kanadischen Prince George im Februar 2019 wurde Clara Klug in allen drei Biathlonwettbewerben Weltmeisterin. Im Langlauf erreichte sie über die Mittelstrecke den zweiten und über die Sprintdistanz den dritten Platz.

## Leben
Nach dem Besuch der Grundschule an einem Sehbehinderten-Zentrum wechselte sie auf ein Regelgymnasium, wo sie Abitur machte. 2019 schloss sie ihr Studium der Computerlinguistik ab. Seit 2012 ist Martin Härtl ihr Trainer. Klug gehört seit 2019 als erste Para-Athletin der Spitzensportfördergruppe der Bayerischen Polizei an.
Im Jahr 2022 gab sie gegenüber der Presse bekannt, dass sie ihre sportliche Karriere wegen Depressionen beendet habe. Als gelernte Computerlinguistin arbeitet sie seitdem beim bayerischen Landeskriminalamt.